# Cricetulus lama
Cricetulus lama és una espècie de mamífer rosegador de la família dels cricètids. És endèmic del Tibet (Xina). Es creu que el seu hàbitat i la seva història natural són similars als de C. kamensis, és a dir, que viu als herbassars, les estepes obertes i els aiguamolls amb matolls d'alta muntanya. És una espècie en risc mínim, és a dir, no sembla que hi hagi cap amenaça significativa per a la seva supervivència.